# Osiedle robotnicze na Starołęce w Poznaniu
Osiedle robotnicze na Starołęce (Małej) – założenie osiedlowe dla robotników w Poznaniu na Starołęce. 

## Plany
W początku XX wieku Starołęka stała się dynamicznie rozwijającym, przemysłowym przedmieściem Poznania. W związku z tym przeżywała również boom w budownictwie mieszkaniowym, które zaspokoić miało głównie potrzeby robotników tutejszych fabryk. W miejscu licznych tu jeszcze drewnianych chałup krytych strzechą wznoszono murowane domy i kamienice. Właściciele starołęckich zakładów przemysłowych powołali w 1905 do życia Towarzystwo Budowlane Użyteczności Publicznej Luisenhain Sp. z o.o. (Gemeinnützige Bauverein Luisenhain G.m.b.H.), które liczyło 31 członków, a kapitał zakładowy wynosił 23.000 marek. Celem Towarzystwa było wznoszenie domów na Starołęce i w jej okolicy, które miały być przeznaczone dla rodzin robotników posługujących się niemieckim językiem ojczystym tak w domu, jak i poza nim.

## Realizacja
Planowano początkowo wzniesienie 70 domów mieszkalnych. Prace rozpoczęto w 1906 na obszarze ulic: Romana Maya – Forteczna (Droga Okrężna) – Pochyła. Do 1912 wzniesiono 68 budynków zarówno jednorodzinnych, jak i bliźniaczych, parterowych, z wysokimi poddaszami. Budowało je przedsiębiorstwo Karla Wurzbacha z Poznania. Domy były zróżnicowane pod względem architektonicznym, osiedle nie miało charakteru monotonnego, stosowano też zróżnicowane techniki: powierzchnie tynkowane, ceglane, jak i z muru pruskiego. Domy posiadały piwnice, chlewiki, szopy, studnie i ogrody o powierzchni ¾ morgi. W centrum kolonii usytuowano szkółkę z placem zabaw, w której prowadzono żłobek i przedszkole (opiekę sprawowano tutaj od pierwszego roku życia). Dzieci uczęszczały do lokalnej szkoły gminnej. W 1907 dobudowano też dom dziecka z fundacji tajnego radcy Haegermanna z Poznania i właścicieli fabryki Roya ze Starołęki. Chodziło tutaj 40 dzieci wyłącznie narodowości niemieckiej. W 1911 zainicjowano w kolonii chałupniczą wytwórczość kołnierzyków i bielizny dla kobiet, które w większości pozostawały w domach, podczas gdy w fabrykach i cegielniach pracowali mężczyźni. Do 1914 nie udało się zrealizować budowy dalszych 50 domów mieszkalnych oraz kościoła ewangelickiego. 

## Demografia
Większość osadników w kolonii stanowili reemigranci pochodzenia niemieckiego sprowadzani z Rosji przez pastora Jozefa Rosenberga z Latowic koło Ostrowa Wielkopolskiego. Potocznie nazywano więc osadę Małą Rosją (niem. Klein-Russland). Od 1909 w dzielnicy zamieszkiwać zaczęli, oprócz robotników, także drobni urzędnicy, zwłaszcza kolejowi, rzemieślnicy budowlani i inni, a także jeden księgowy.
Większa część budynków kolonii istnieje do dziś.

## Galeria

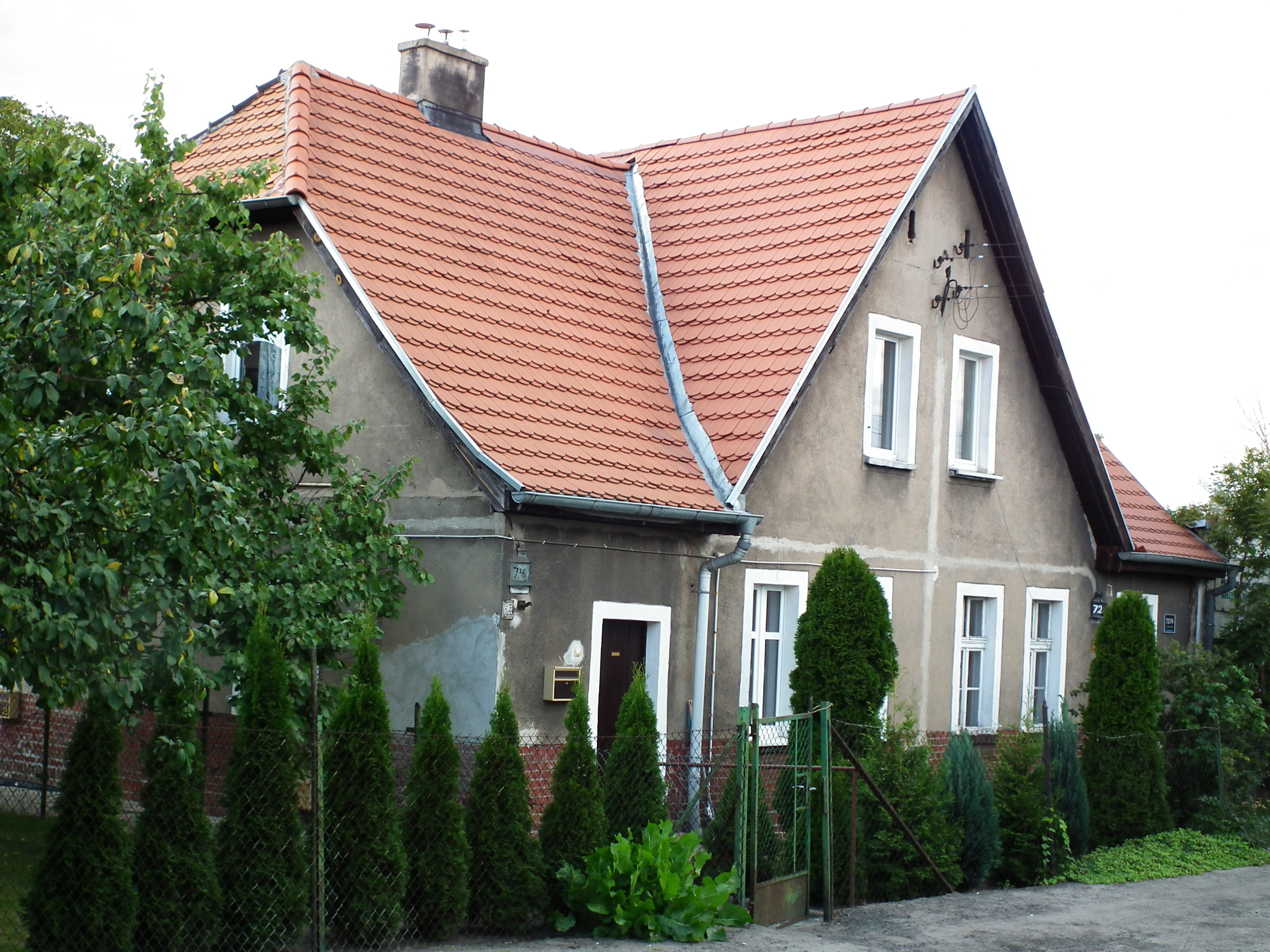
Ul. Maya 74
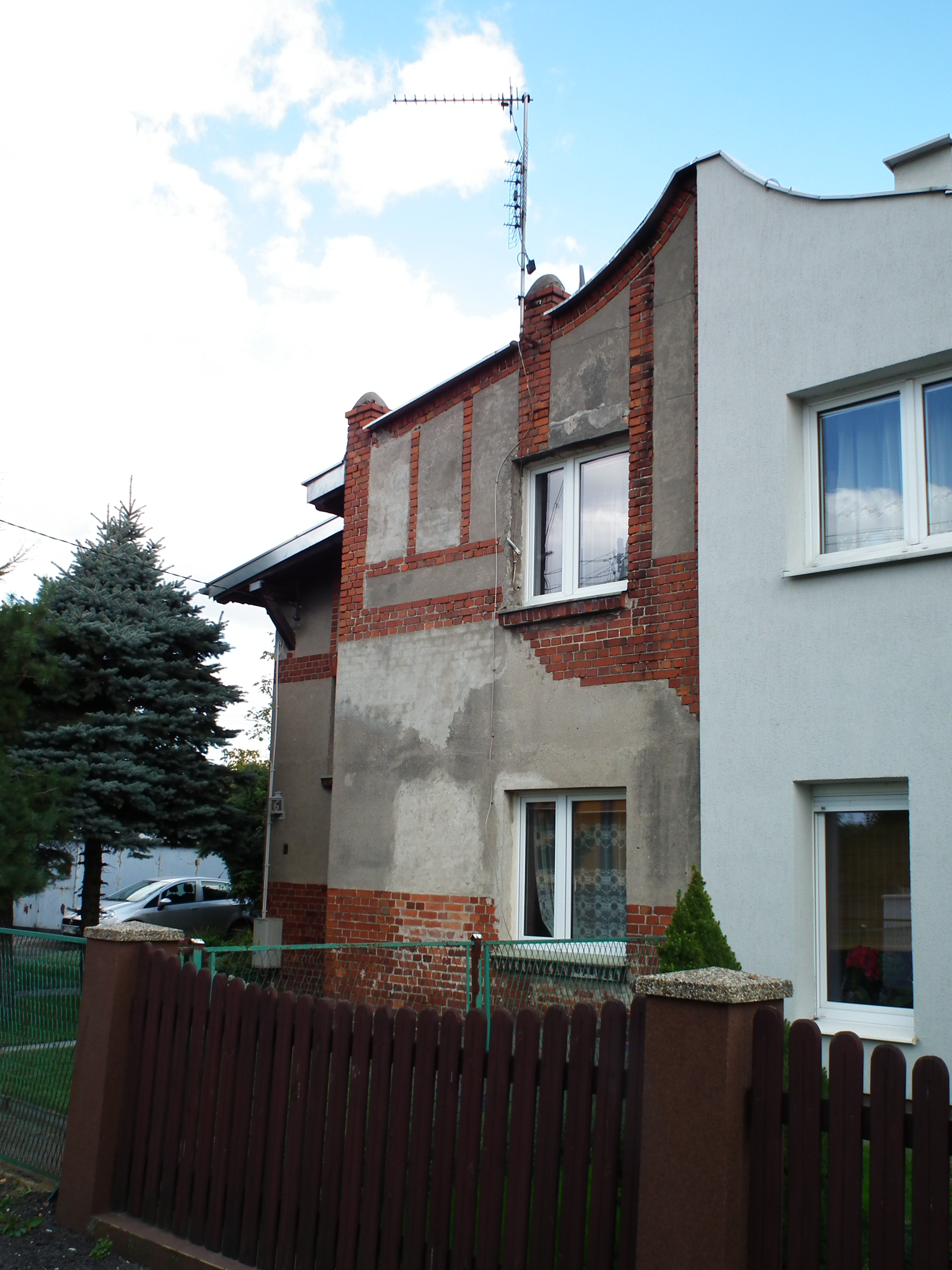
Ul. Gładka 6
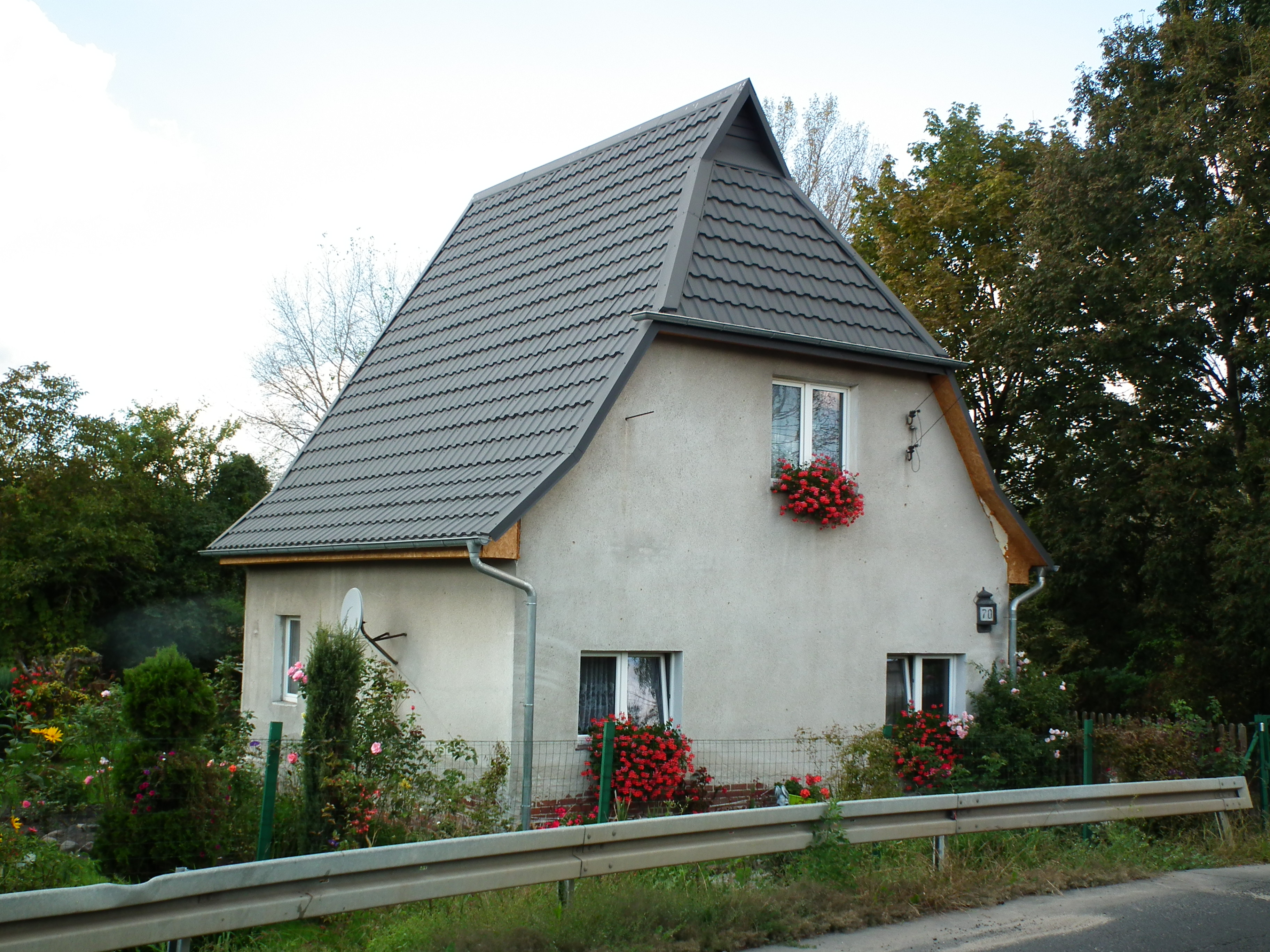
Ul. Maya 70 (przebudowa)